# هوجو یوشیمونه
هوجو یوشیمونه (به ژاپنی: 北条義宗); ۱ ژانویهٔ ۱۲۵۳ – ۱۶ سپتامبر ۱۲۷۷) سیاستمدار، عهده‌دار ریاست «کیتاکاتا» (بخش شمالی) روکوهارا تاندای در زمان هوجو توکیمونه، هشتمین شیکن (معاون شوگون) از شوگون‌سالاری کاماکورا در ژاپن بود. وظیفه وی حفظ امنیت و ارتباط با امپراتور بود. وی پسر هوجو ناگاتوکی، ششمین شیکن و چهارمین رئیس بخش شمالی روکوهارا تاندای بود.